# Giải bóng đá vô địch toàn Nhật Bản
Giải bóng đá vô địch toàn Nhật Bản (Zenkoku Shakaijin Sakkā Senshuken Taikai, 全国社会人サッカー選手権大会) là một giải đấu cúp bóng đá ở Nhật Bản. Giải được điều hành bởi Liên đoàn bóng đá Nhật Bản. Hiện giải chỉ gồm những đội non-league (không phải các câu lạc bộ của J. League hay Japan Football League), tương tự như FA Trophy hay FA Vase của Anh.

## Tổng quan
"Shakaijin" hay "Zensha" lần đầu được tổ chức năm 1965 để xác định thêm đội tham dự Japan Soccer League. Các đội vô địch và á quân sẽ thi đấu trận tranh lên xuống hạng với hai đội xếp cuối của JSL. Điều này tiếp tục cả sau khi JSL có thêm Hạng Hai năm 1972. Từ 1977, khi có thêm "Vòng chung kết Giải bóng đá các khu vực toàn Nhật Bản" để chọn đội lên hạng (lên JSL Hạng Hai, Japan Football League cũ, và giải Japan Football League hiện tại), từ đó "Shakaijin" là một giải đấu như ngày nay. Giải năm 1999 là giải duy nhất có đội bóng đến từ JFL, còn lại tất cả các đội đều đến từ các giải khu vực.
Giải đấu sẽ kéo dài cả tuần tại một địa điểm tổ chức (ban đầu là một thành phố, hiện là một khu vực đô thị lớn) được lựa chọn bởi JFA từ trước,và những câu lạc bộ xuất sắc nhất của các khu vực sẽ được quyền tham dự. Trận chung kết sẽ diễn ra tại một sân vận động lớn ở một thành phố chủ nhà lớn hoặc thủ phủ của tỉnh. Đội vô địch sẽ mặc định vào vòng chung kết Giải các khu vực (đội á quân và hạng ba có thể được tham gia).
Nhiều đội vô địch Shakaijin hiện là thành viên của J. League, do đó cúp này dù không mang lại suất lên hạng trực tiếp nhưng là động lực lớn cho các câu lạc bộ có tham vọng.

## Danh sách nhà vô địch
| Năm  | Vô địch                                           | Tỉ số      | Á quân                      | Địa điểm diễn ra giải đấu                                                                      |
| ---- | ------------------------------------------------- | ---------- | --------------------------- | ---------------------------------------------------------------------------------------------- |
| 1965 | Nippon Kokan                                      | 3-1        | Urawa Club                  | Beppu, Oita                                                                                    |
| 1966 | Urawa Club                                        | 1-0        | Nippon Kokan                | Omiya                                                                                          |
| 1967 | Nagoya Bank                                       | 4-1        | Toyota Motors               | Yokohama, Kanagawa                                                                             |
| 1968 | Toyota Motors                                     | 1-0        | Urawa Club                  | Shimabara, Nagasaki                                                                            |
| 1969 | Kofu Club Urawa Club                              | 1-1 AET    |                             | Tōno, Iwate                                                                                    |
| 1970 | Toyota Motors                                     | 1-0        | Kofu Club                   | Fujieda, Shizuoka                                                                              |
| 1971 | Towa Real Estate                                  | 1-0        | Dược Tanabe                 | Saga                                                                                           |
| 1972 | Công nghiệp Eidai                                 | 5-0        | Teijin S.C. Matsuyama       | Ichihara, Chiba                                                                                |
| 1973 | Sumitomo                                          | 2-1        | Hitachi Ibaraki             | Hitachi, Ibaraki                                                                               |
| 1974 | Honda Giken                                       | 3-0        | Yanmar Club                 | Kagoshima                                                                                      |
| 1975 | Yanmar Club                                       | 3-1        | Điện Furukawa Chiba         | Shizuoka                                                                                       |
| 1976 | Nissan Motors                                     | 1-0        | Dainichi Nippon Densen      |                                                                                                |
| 1977 | Toshiba Horikawa-cho                              | 2-0        | NTT Kansai                  |                                                                                                |
| 1978 | Sư phạm Saitama                                   | 2-0        | Sư phạm Hyogo               | Nobeoka, Miyazaki                                                                              |
| 1979 | Toho Titanium                                     | 2-0        | Mazda Auto Hiroshima        |                                                                                                |
| 1980 | Yamato Nippon Densen                              | 2-0        | Osaka Gas                   |                                                                                                |
| 1981 | NTT Kanto                                         | 2-1        | Hitachi Ibaraki             |                                                                                                |
| 1982 | Osaka Gas                                         | 3-1        | Shizuoka Gas                |                                                                                                |
| 1983 | Matsushita                                        | 5-0        | NTT Kansai                  |                                                                                                |
| 1984 | Sở Cảnh sát Kyoto                                 | 2-1        | Shimizu Club                |                                                                                                |
| 1985 | NTT Kansai Yamanashi Club                         | 1-1        |                             |                                                                                                |
| 1986 | Furukawa Electric Chiba                           | 4-3        | Tokyo Gas                   |                                                                                                |
| 1987 | Akita City Hall                                   | 1-0        | Điện Furukawa Chiba         |                                                                                                |
| 1988 | Kyoto Shiko Club                                  | 2-0        | Mazda Auto Hiroshima        |                                                                                                |
| 1989 | Chuo Bohan                                        | 2-0        | Điện Furukawa Chiba         | Kasuga, Fukuoka                                                                                |
| 1990 | Chuo Bohan                                        | 3-1        | Hitachi Ibaraki             | Kanazawa, Ishikawa                                                                             |
| 1991 | PJM Futures                                       | 2-0        | Seino Unyu                  | Tsuruoka, Yamagata                                                                             |
| 1992 | PJM Futures                                       | 2-0        | Nippon Denso                | Takamatsu, Kagawa                                                                              |
| 1993 | Yokogawa Denki                                    | 3-2        | YKK                         |                                                                                                |
| 1994 | Hitachi Ibaraki                                   | 1-0        | Hokuriku Electric Power Co. |                                                                                                |
| 1995 | Prima Ham F.C. Tsuchiura                          | 1-0        | Albireo Niigata             |                                                                                                |
| 1996 | F.C. Kyoto BAMB 1993                              | 1-1 PK 4-3 | Prima Ham F.C. Tsuchiura    | Takatsuki, Osaka                                                                               |
| 1997 | Yokogawa Denki                                    | 1-0 AET    | Honda Luminoso Sayama F.C.  | Fujisawa, Kanagawa Yokohama, Kanagawa                                                          |
| 1998 | NTT Kyushu                                        | 3-0        | Norbritz Hokkaido           |                                                                                                |
| 1999 | Honda Giken                                       | 4-0        | Sony Sendai F.C.            | Toyama Takaoka, Toyama                                                                         |
| 2000 | Sagawa Express Tokyo S.C.                         | 3-2        | Sagawa Printing S.C.        | Sendai, Miyagi (chung kết) Naruse, Miyagi Rifu, Miyagi Shichigahama, Miyagi Matsushima, Miyagi |
| 2001 | Sagawa Express Osaka S.C.                         | 2-1 AET    | Honda Luminoso Sayama F.C.  | Nankoku, Kochi (chung kết) Ochi, Kochi Haruno, Kochi Hidaka, Kochi Noichi, Kochi               |
| 2002 | Okinawa Kariyushi F.C. Honda Luminoso Sayama F.C. | 0-0 AET    |                             | Shimizu, Shizuoka Fujieda, Shizuoka                                                            |
| 2003 | Honda Luminoso Sayama F.C.                        | 3-0        | Shizuoka F.C.               | Saitama Kawagoe, Saitama                                                                       |
| 2004 | Honda Luminoso Sayama F.C. Okinawa Kariyushi F.C. | 0-0        |                             | Okayama (chung kết) Kurashiki, Okayama Oku, Okayama                                            |
| 2005 | Rosso Kumamoto Thép Nippon Oita                   | 2-2 AET    |                             | Kobe, Hyogo (chung kết) Goshiki, Hyogo Awaji, Hyogo Kakogawa, Hyogo Miki, Hyogo                |
| 2006 | V-Varen Nagasaki                                  | 1-0        | Shizuoka F.C.               | Akita (chung kết) Yurihonjō, Akita Nikaho, Akita                                               |
| 2007 | F.C. Mi-O Biwako Kusatsu                          | 3-1        | Yazaki Valente              | Oita Beppu, Oita                                                                               |

| Năm  | Vô địch                                 | Tỉ số                                   | Á quân                                  |                                         | Hạng ba                                 | Tỉ ốs                                   | Hạng tư                                                                | Địa điểm ra gỉai đấu                    |
| ---- | --------------------------------------- | --------------------------------------- | --------------------------------------- | --------------------------------------- | --------------------------------------- | --------------------------------------- | ---------------------------------------------------------------------- | --------------------------------------- |
| 2008 | A.C. Nagano Parceiro                    | 2-1                                     | NEC Tokin                               |                                         | Honda Lock SC                           | 1-0                                     | Matsumoto Yamaga                                                       | Niigata                                 |
| 2009 | Matsumoto Yamaga                        | 2-1                                     | Zweigen Kanazawa                        | tonan Maebashi                          | 2-1 AET                                 | Nagano Parceiro                         | Ichihara, Chiba                                                        |                                         |
| 2010 | Kamatamare Sanuki                       | 2–0                                     | Nagano Parceiro                         | SC Sagamihara                           | 5-1                                     | Fukushima United                        | Yamaguchi                                                              |                                         |
| 2011 | Tokyo 23 FC                             | 1-0                                     | SC Sagamihara                           | Fujieda MYFC                            | 2-1                                     | Ehime FC Shimanami                      | Ōgaki, Gifu                                                            |                                         |
| 2012 | F.C. Korea                              | 1–0 AET                                 | Fukushima United                        | Fagiano Okayama Next                    | 1-0                                     | Banditonce Kakogawa                     | Chōfu, Tokyo                                                           |                                         |
| 2013 | Renofa Yamaguchi                        | 1–1 PK 5-4                              | Grulla Morioka                          | FC Gifu SECOND                          | 3-1                                     | Joyful Honda Tsukuba FC                 | Shimabara, Nagasaki                                                    |                                         |
| 2014 | FC Osaka                                | 2–0                                     | Club Dragons                            | VONDS Ichihara                          | 1-0                                     | Mitsubishi Heavy Industries Nagasaki SC | Kamitonda, Wakayama                                                    |                                         |
| 2015 | Arterivo Wakayama                       | 1-1 PK 5-3                              | Đại học Hannan                          | Bandionce Kakogawa                      | 1-0                                     | Reinmeer Aomori                         | Morioka, Iwate (chung kết) Hanamaki, Iwate Takizawa, Iwate Tōno, Iwate |                                         |
| 2016 | Mitsubishi Motors Mizushima FC          | 2-2 PK 5-3                              | Suzuka Unlimted FC                      | Veertien MIE                            | 2-1                                     | Joyfull Honda Tsukuba FC                | Saijō, Ehime                                                           |                                         |
| 2017 | Suzuka Unlimited FC                     | 2-1                                     | Matsue City FC                          | VONDS Ichihara                          | 4-1                                     | FC Tiamo Hirakata                       | Sakai, Fukui                                                           |                                         |
| 2018 | Matsue City FC                          | 3-2                                     | FC Kariya                               | Iwaki FC                                | 3-0                                     | Ococias Kyoto AC                        | Kashima, Ibaraki                                                       |                                         |
| 2019 | FC Tiamo Hirakata                       | 1-0                                     | Ococias Kyoto AC                        | Iwaki FC                                | 7-1                                     | Yokohama Takeru FC                      | Kirishima, Kagoshima                                                   |                                         |
| 2020 | Bị hủy doĐại dịch COVID-19 tại Nhật Bản | Bị hủy doĐại dịch COVID-19 tại Nhật Bản | Bị hủy doĐại dịch COVID-19 tại Nhật Bản | Bị hủy doĐại dịch COVID-19 tại Nhật Bản | Bị hủy doĐại dịch COVID-19 tại Nhật Bản | Bị hủy doĐại dịch COVID-19 tại Nhật Bản | Bị hủy doĐại dịch COVID-19 tại Nhật Bản                                | Bị hủy doĐại dịch COVID-19 tại Nhật Bản |
| 2021 | Bị hủy doĐại dịch COVID-19 tại Nhật Bản | Bị hủy doĐại dịch COVID-19 tại Nhật Bản | Bị hủy doĐại dịch COVID-19 tại Nhật Bản | Bị hủy doĐại dịch COVID-19 tại Nhật Bản | Bị hủy doĐại dịch COVID-19 tại Nhật Bản | Bị hủy doĐại dịch COVID-19 tại Nhật Bản | Bị hủy doĐại dịch COVID-19 tại Nhật Bản                                | Bị hủy doĐại dịch COVID-19 tại Nhật Bản |
| 2022 | Buriobecca Urayasu                      | 0-0 PK 5-3                              | BTOP Thank Kuriyama                     |                                         | FC Nobeoka AGATA                        | 1-0                                     | Veroskronos Tsuno                                                      | Shibushi, Kagoshima                     |
| 2023 | FC Kariya                               | 1-1 PK 4-2                              | Arterivo Wakayama                       | FC Tokushima                            | 2-1                                     | Joyful Honda Tukuba FC                  | Tosu, Saga                                                             |                                         |
| 2024 |                                         |                                         |                                         |                                         |                                         |                                         |                                                                        |                                         |